# 잃어버린 지평선 (1973년 영화)
《잃어버린 지평선》(Lost Horizon)은 미국에서 제작된 찰스 재롯 감독의 1973년 드라마, 판타지, 뮤지컬, 모험 영화이다. 프랭크 캐프라의 동명의 영화 잃어버린 지평선의 리메이크 작품이다. 피터 핀치 등이 주연으로 출연하였고 로스 헌터 등이 제작에 참여하였다.

## 출연

### 주연
- 피터 핀치
- 리브 울만

### 조연
- 샐리 켈러먼
- 조지 케네디
- 마이클 요크
- 올리비아 핫세
- 보비 반
- 제임스 쉬게터
- 샤를르 보와이에
- 존 길구드

## 기타
- 원작자: 제임스 힐턴
- 미술: E. 프레스턴 아메스
- 의상: 진 루이스